# 모토로라 모토글램
모토로라 모토글램(Motorola MOTOGLAM)은 모토로라 모빌리티가 출시한 안드로이드 스마트폰이다. 출시 당시 안드로이드 2.1 이클레어를 탑재하였으며 2.2 프로요로 업그레이드 되었다.

## 출시국가

### 표준 모델(XT800W)
- 대한민국

### 중국향 모델(XT800/XT800C)
- 중국

### 인도향 모델(XT800)
- 인도

## 색상
- 골드 블랙
- 화이트

## 프로요 업데이트
2011년 4월 25일, 모토로라는 안드로이드 2.2 프로요 업데이트를 실시하였다.

## 커스텀롬
모토글램은 커스텀롬(제조사가 아닌 사용자나 개발자가 만든 롬)이 많이 존재한다.
- MIUI - 진저브레드 기반
- CM6 - 프로요 기반
- CM7 - 진저브레드 기반 (외에도 여러 롬들이 있다.)

## 별칭
다음은 대한민국의 몇몇 유저들 사이에서 쓰이는 모토글램의 별칭이다.
- 모글 (모토의 모, 글램의 글)
- 글램 (모토 생략)
- 글래미 (또는 글램이)
- 글래머 (모토글램 사용자라는 말로, GLAM에다가 er을 붙인 것이다.)
- 애시턴 커처폰 - 모토글램의 TV광고에 배우 애시턴 커처가 등장해 붙여진 별칭이다.

## 사진

전면부 모습
후면부 모습
측면부 모습